# Dunkle Kuckuckstaube
Die Dunkle Kuckuckstaube (Macropygia phasianella), auch Maronentaube oder Fasanenschwänzige Kuckuckstaube genannt, ist eine Art der Taubenvögel. Sie kommt ausschließlich in Australien vor.

## Erscheinungsbild
Die Dunkle Kuckuckstaube erreicht eine Körperlänge von 43 Zentimetern und zählt damit zu den größeren Taubenarten. Wie alle Kuckuckstauben ist sie langschwänzig. Der Schwanz wird von ihr genutzt, um auch auf dünnen Ästen zu balancieren. Ein Geschlechtsdimorphismus ist nur sehr geringfügig ausgeprägt. Dem Weibchen fehlt an Brust und Hals der rosa Schimmer, der für das Gefieder des Männchens charakteristisch ist.
Der Kopf und der Hals sind kräftig rötlichbraun. Die Brust ist rotbraun. Beim Männchen schimmert die Oberbrust rosa. Die Unterbrust geht in Richtung Bauch und Unterschwanzdecken in ein goldbraun über. Auch die Kehle ist goldbraun. Der hintere Hals glänzt grün. Der Rücken, die Flügeldecken, der Bürzel und die mittleren Schwanzfedern sind dunkle rotbraun, die Federn der Flügeldecken weisen rostrote Säume auf.

## Verbreitung und Lebensraum
Die Dunkle Kuckuckstaube kommt nur in Ostaustralien vor. Ihr Verbreitungsgebiet reicht hier von Kap York und Queensland bis nach Sydney. Weiter südlich kommt sie nur als Irrgast vor. Sie ist grundsätzlich im Norden ihres Verbreitungsgebietes sehr häufig. In Richtung Süden wird sie zunehmend seltener. Sie nimmt vor allem dort im Bestand zu, wo Farmland aufgegeben wird und verbuscht.

## Verhalten
Die Dunkle Kuckuckstaube lebt paarweise oder in kleinen Trupps im unteren Bereich der Baumwipfel, im Unterholz sowie am Waldrand. Sie frisst eine große Bandbreite von Früchten und Sämereien. Sie nutzt dabei viele Pflanzen, die für Sekundärwachstum charakteristisch sind. Sie frisst auch die Samen der eingeführten Pflanze Lantana camara, die sich in Australien sehr aggressiv ausbreitet. Sie ist grundsätzlich ein Standvogel. Einige Populationen im Süden sind allerdings partiell nomadisch. Nester finden sich während des ganzen Jahres. Der Höhepunkt der Fortpflanzungszeit fällt allerdings in die Monate Juli und Dezember und damit in die Trockenzeit beziehungsweise in die frühe Regenzeit.
Das Nest wird auf waagerechten Astgabeln errichtet. Das Gelege besteht in der Regel aus einem Ei. In Ausnahmefällen kann es auch zwei Eier umfassen. Die Brutzeit beträgt 16 bis 18 Tage. Die Jungvögel, die nach einem Tag recht lange, dichte, zottige gelbe Dunen aufweisen, sind nach 12 Tagen befiedert und verlassen mit 16 Tagen das Nest.

## Belege